# Jacob Godebrye
Jacotin, el vertader nom del qual era Jacob Godebrye (1479-1529), fou un compositor belga.
Fou capellà de Nostra Senyora d'Anvers, i es troben composicions seves en les col·leccions Motette della corona, d'en Petrucci (1519); Concentus octo, de Salblinger, (1547), i Novum opus musicum (1535) i en altres antologies de l'època.
També existeixen Misses manuscrits d'aquest autor a Roma.